# Nougat chinois

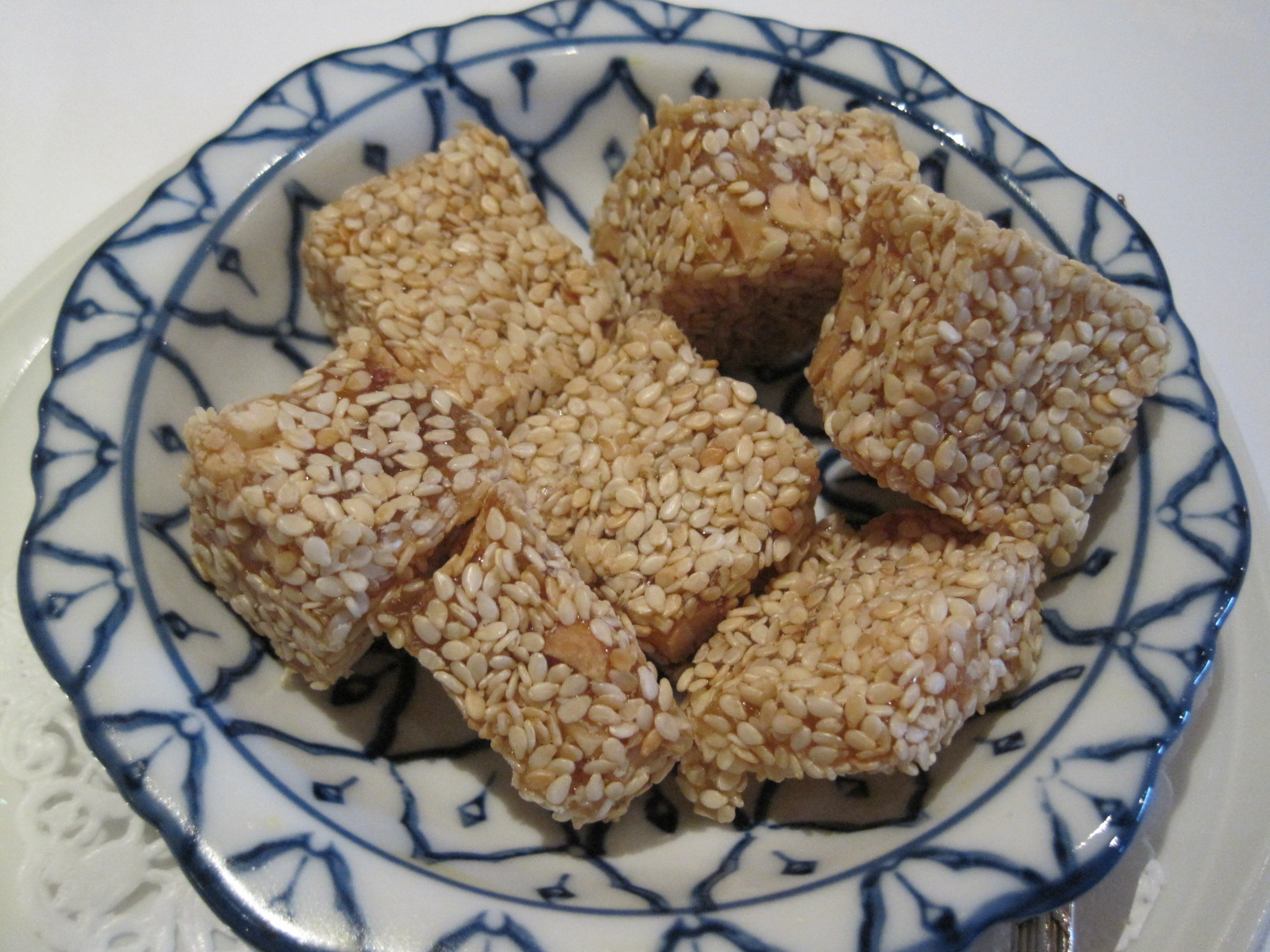
Nougats chinois.

Le nougat chinois (chinois simplifié : 白芝麻花生软糖 ; pinyin : Bái zhīma huāshēng ruǎn táng, littéralement « bonbon mou à la cacahuète et au sésame blanc ») est une pâtisserie-confiserie de la cuisine chinoise à base de sucre, de miel ou de mélasse, d'arachide et/ou de graines de sésame. Il en existe des variétés croquantes et des variétés molles, selon la matière sucrée utilisée.